# Pavel Sticha
Pavel Sticha (* 31. Mai 1942 in Poděbrady) ist ein tschechisch-deutscher Fotograf und Fotojournalist.

## Leben
Pavel Sticha begann nach dem Abitur mit der Fotografie, zunächst als Fotojournalist für die Zeitung Svoboda. 1968 ging er nach West-Berlin, wo er bis heute lebt. Er bereiste für diverse Zeitschriften 50 Länder und veröffentlicht heute Bildbände und Kalender im eigenen Verlag.

## Werke (Auswahl)
- 1986: Kreuzberg
- 1992: Erfolg ist kein Zufall
- 1994: Hauptstadt Berlin
- 2004: Berlin & Sanssouci
- 2007: Fun in the sun
- 2009: Die Wege zum Erfolg